# Ян Рустем
Ян Рустем (Йонас Рустемас, Йонас Рустямас, польськ Jan Rustem, лит. Jonas Rustemas;1762, Константинополь (нині — Стамбул), Османська імперія — 9 (21)червня, 1835, Дукштас, Російська імперія (нині — Інгалінський район Утенського повіту Литви) — основоположник литовської національної художньої школи, професор Віленського імператорського університету, вчитель Тараса Шевченка.

## Біографія
Ян Рустем народився у вірменській родині, з раннього дитинства втратив батьків і, будучи сиротою, потрапив у тяжке рабство.
У десятирічному віці Рустема викупив із неволі відомий генерал і меценат Адам Чорторийський, який помітив його надзвичайні здібності до малювання. У 1774 році Чорторийський виїхав із Константинополя до Львова і вивіз туди малого Яна. У Львові, вже вільний від рабства Рустем, здобув початкову освіту, пізніше у Варшаві почав навчатися майстерності малювання у таких відомих художників як Норблен де ла Гурден і Марчелло Бачареллі, навчався та працював художником у Берліні (1788–1790), деякий час жив і працював у Варшаві, працював художником в театрі М. Огінського в Слонімі.
У 1798 році переїзд у Вільно — йому надійшла престижна пропозиція працювати ад'юнктом (помічником) відомого польського художника Франциска Смуглевича (Franciszek Smuglewicz), директора (завідувача) новоствореної (1797) кафедри малюнка і живопису спочатку Головної Віленської школи, а з 1803 року перетвореної (перейменованої) на Імператорський віленський університет.
Після смерті (1807) Смуглевича, Рустем взяв на себе частину його обов'язків.
У 1811 році він став ад'юнкт-професором ескізів, в 1819 році став професором живопису, а у 1821 призначений ординарним професором.
В 1820 році організував першу в Литві художню виставку, на якій були показані мистецькі твори його учнів.
Рустем вийшов у відставку в 1826 році, але продовжував читати лекції аж до своєї смерті (1835), яка сталася поблизу м. Дукштас (Литва).
Серед учнів Яна Рустема були такі пізніше відомі художники: Тарас Шевченко, Казімеж Бахматович, Валентій Ванькович, Ян Дамель, Юзеф Олешкевич, Юзеф Озембловський, Наполеон Орда, Канут Русецький, Міхал Кулеша, Я. Дамель та Адам Шемеш.

## Творча діяльність
Ян Рустем був, перш за все, портретист. Він писав портрети професорів університету, поміщиків та інтелігенції Вільнюса.
Створив численні автопортрети.
Малював також пейзажі, релігійні образи, міфологічні та історичні сцени, декорації і костюми для Віленського театру.
Творчій манері Рустема притаманні стійкі композиційні засоби.
В ранніх роботах видно впливи французького класицизму, пізніше в його творах проявляються риси романтизму, а також сентименталізму.
Твори Яна Рустема зберігаються в музеях Литви, Польщі, Німеччини.

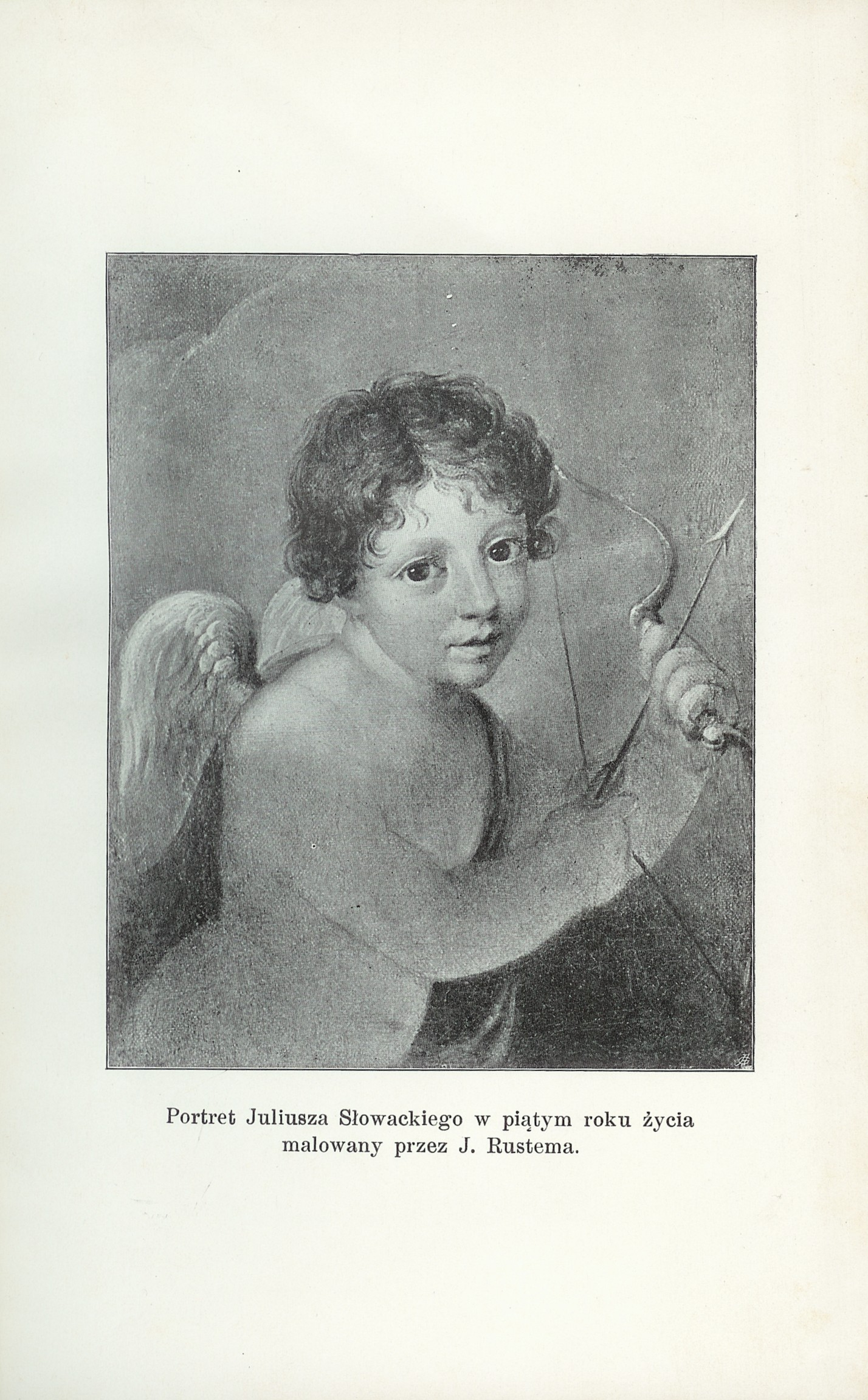
Портрет Юліуша Словацького
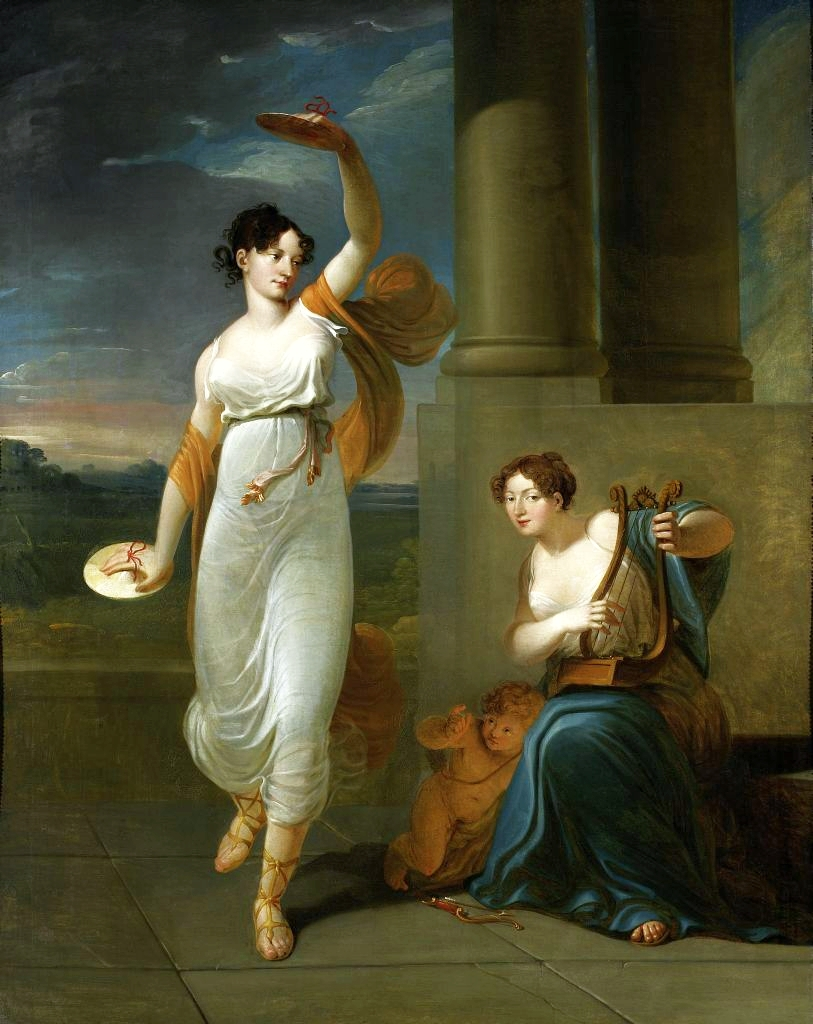
Мария Мирская, Адам Наполеон Мирский и Барабара Шумская (ок. 1808)
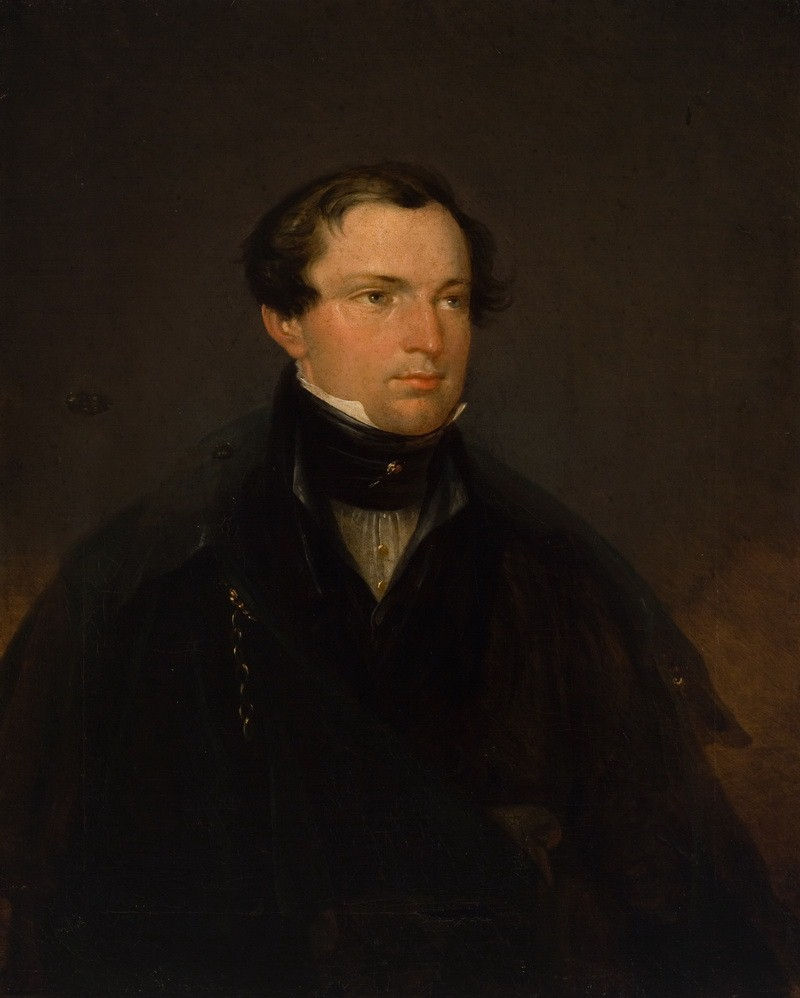
Автопортрет
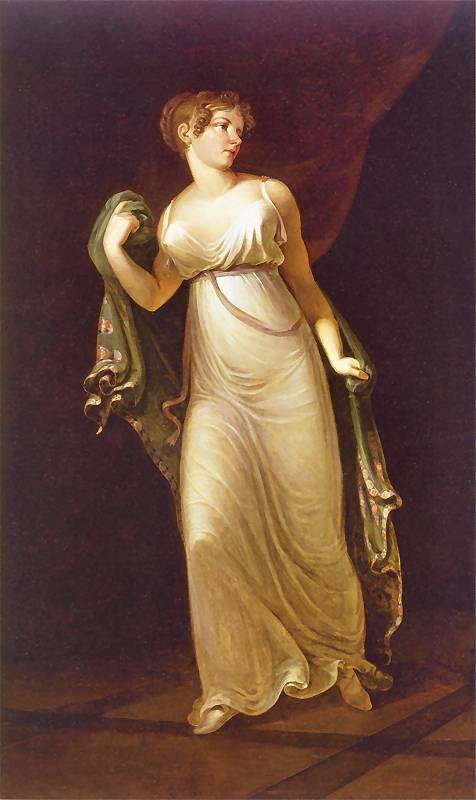
Ганна Ванькович (Солтан)
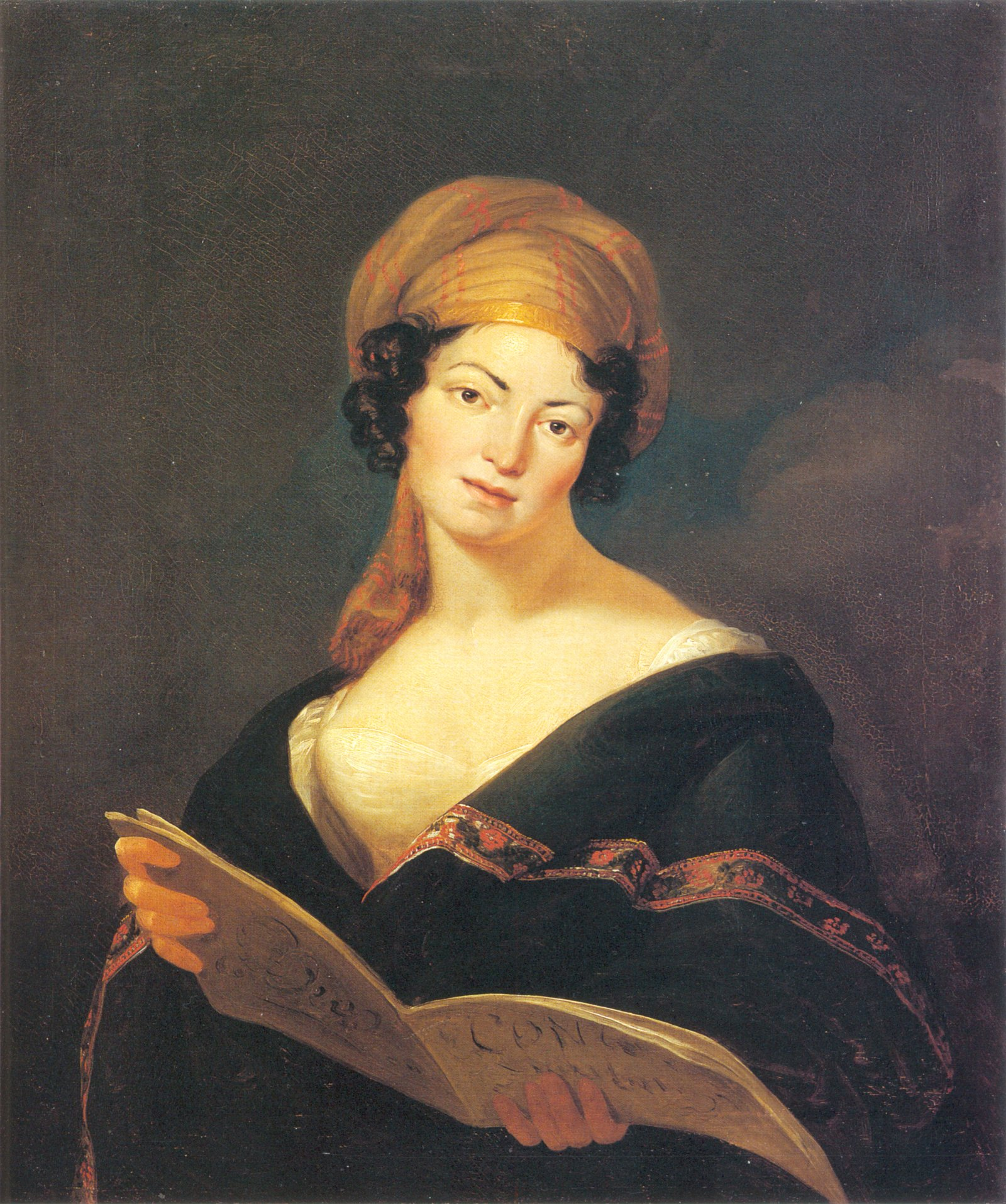
Кристина Франк (ок. 1819)
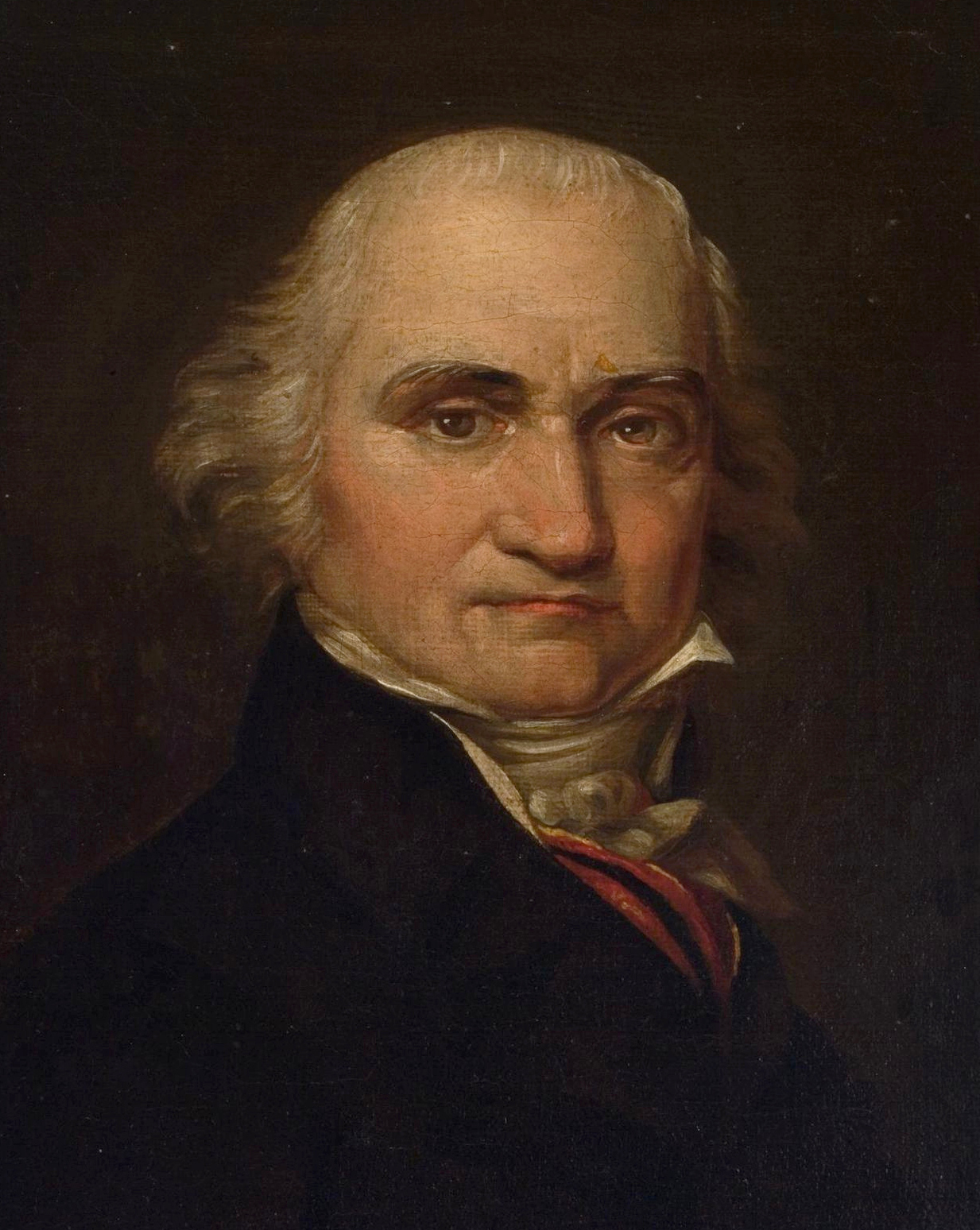
Ян Снядецький (1823)
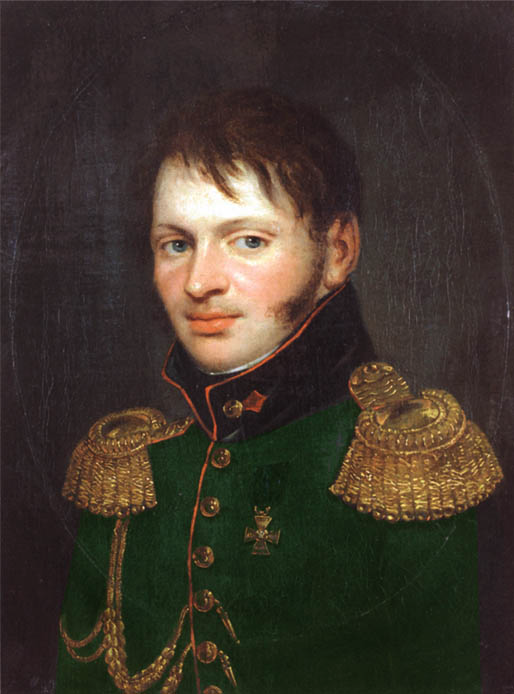
Портрет Ю. Хуртига
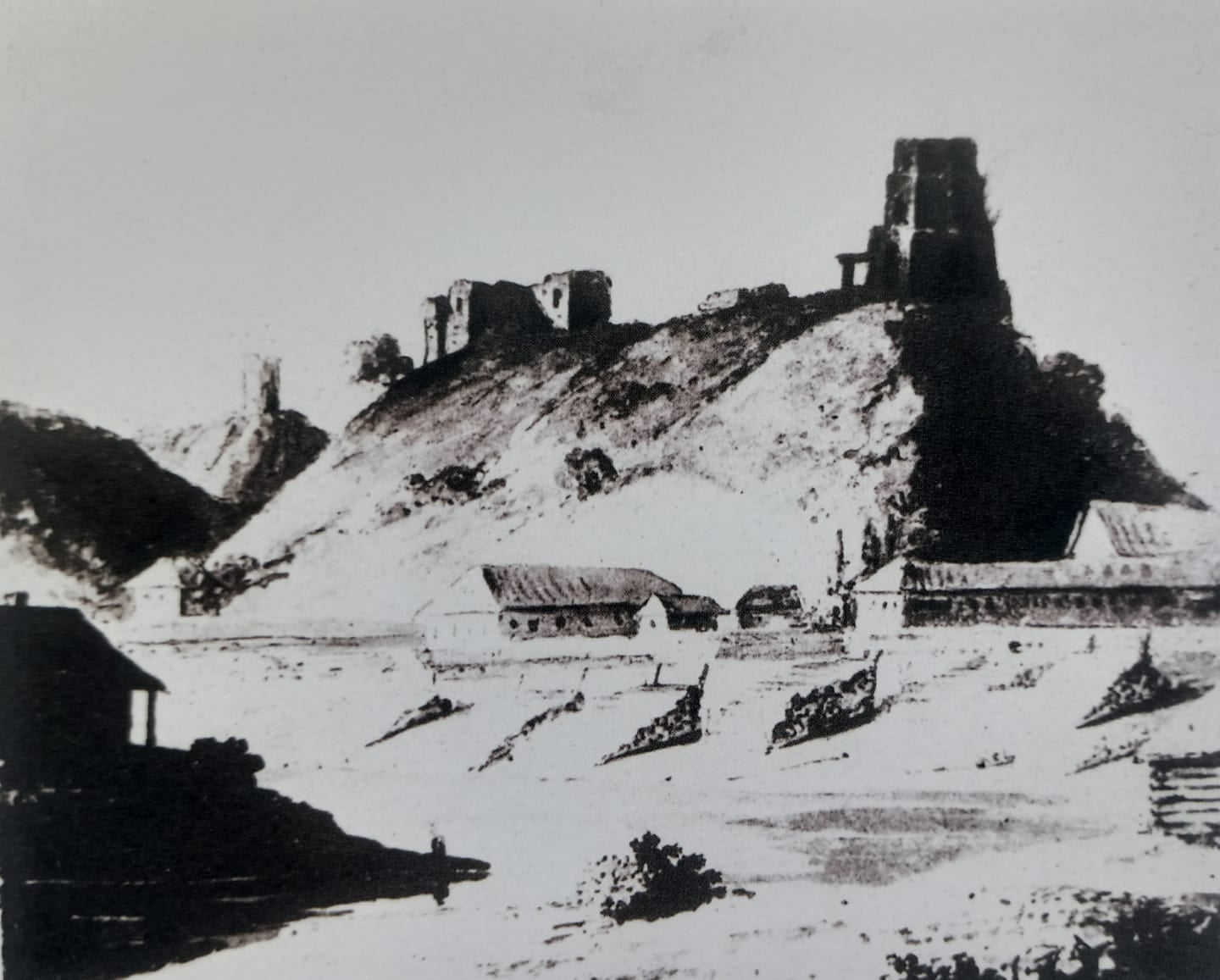
Вільня (1800)
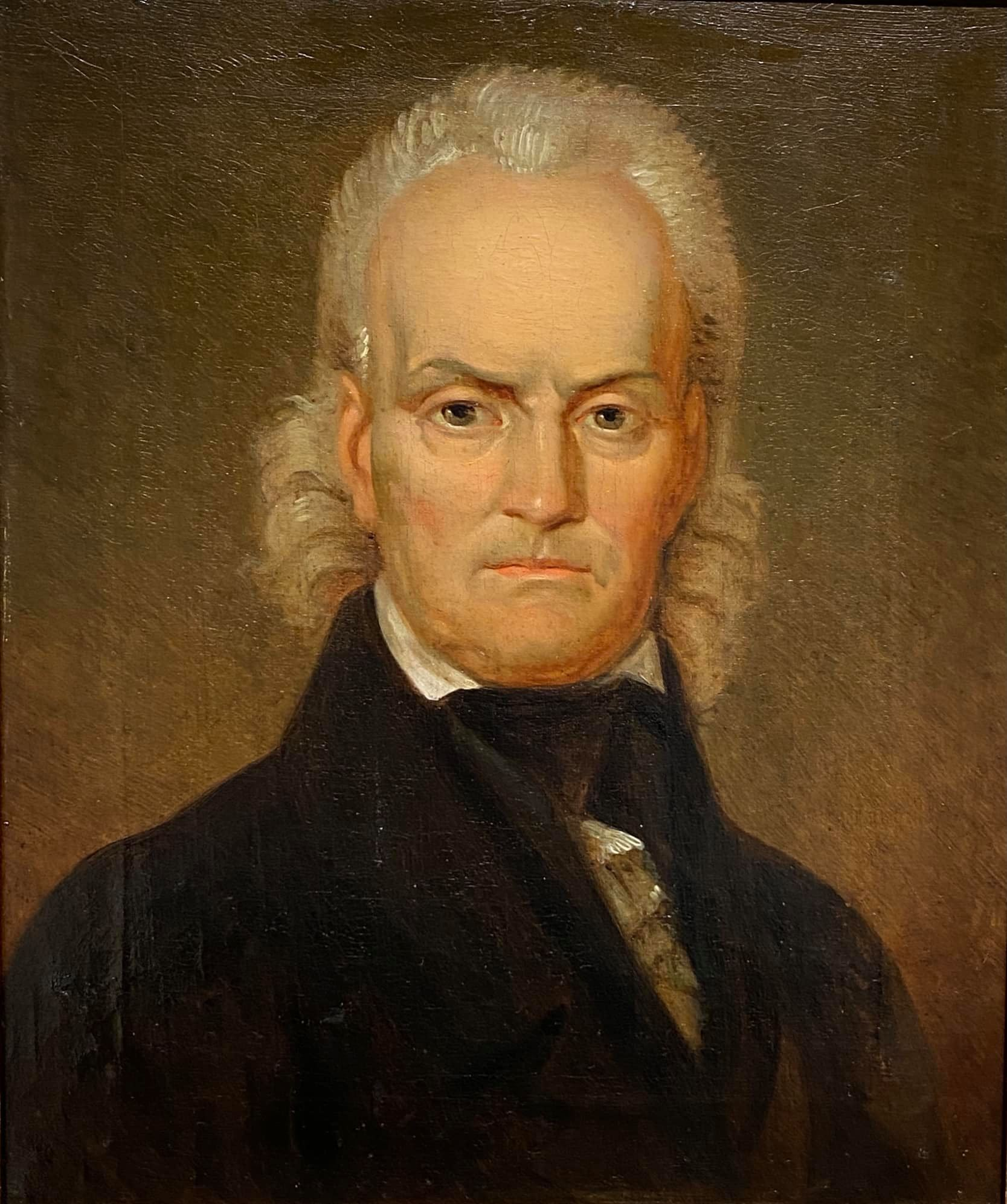
Станіслаў Юндзіл (J. Rustem, 1822)
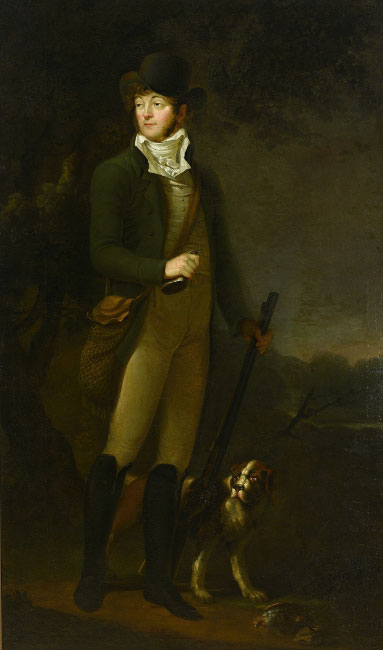
Антоні Ваньковіч (J. Rustem, XIX)

## Нагороди
- Орден Св. Анни ІІ ступеня (1830).

## Ян Рустем, як учитель Тараса Шевченка
На майстер-клас Яна (Йонаса) Рустема Тарас Шевченко потрапив у 1829 році й навчався до 1830-го.
Про своє навчання у відомого в усій Європі майстра живопису Яна Рустема Тарас Григорович пам'ятав усе життя.
У його листі до польського історика та художника-аматора Броніслава Залеського (1820–1880), написаному в Новопетровському укріпленні 10 лютого 1855 року, є такий уривок:
«Ты спрашиваешь меня, можно ли тебе взять кисть и палитру. На это мне отвечать тебе и советовать довольно трудно, потому что я давно не видал твоих рисунков. И теперь я могу тебе сказать только, что говаривал когда-то ученикам своим старик Рустем, профессор рисования при бывшем Виленском университете: „Шесть лет рисуй и шесть месяцев малюй и будешь мастером“. И я нахожу совет его весьма основательным. Вообще, нехорошо прежде времени приниматься за краски. Первое условие живописи — рисунок и круглота, второе — колорит. Не утвердившись в рисунке, браться за краски — это все равно, что отыскивать ночью дорогу».
У 1961 році на стіні будинку Вільнюського університету, де вчився юний Кобзар, було встановлено пам'ятну дошку з барельєфом Тараса Шевченка.
На ній — напис трьома мовами — литовською, українською й російською:
«У цьому будинку в майстерні художника І. Рустемаса вчився великий український поет-революціонер Тарас Шевченко».